# Mistrzostwa Europy w Piłce Siatkowej Kobiet 2011
XXVII Mistrzostwa Europy w Piłce Siatkowej Kobiet 2011 – mistrzostwa Europy w piłce siatkowej kobiet odbywające się w dniach od 23 września do 2 października 2011 roku w Serbii oraz we Włoszech. To nie pierwsza impreza tej rangi, jaką te kraje organizują razem. Miastami rozgrywek były: Belgrad, Zrenjanin, Busto Arsizio i Monza. Tytułu sprzed dwóch lat broniły Włoszki, ale straciły tytuł na rzecz reprezentacji Serbii, dla której był to pierwszy tytuł.

## Eliminacje i uczestnicy
Bezpośredni awans na Mistrzostwa Europy 2011 uzyskało 5 najlepszych drużyn poprzednich mistrzostw oraz gospodarze turnieju – Włochy i Serbia.

### Drużyny uczestniczące
| Drużyna     | Sposób awansu                                   | Data kwalifikacji   | Liczba występów w mistrzostwach Europy | Najlepszy wynik w mistrzostwach Europy |
| ----------- | ----------------------------------------------- | ------------------- | --- | -------------------------------------- |
| Włochy      | Gospodarz                                       | -                   | 20 (2009, 2007, 2005, 2003, 2001, 1999, 1997, 1995, 1993, 1991, 1989, 1987, 1985, 1983, 1981, 1977, 1975, 1971, 1967, 1951)                               | Mistrzostwo (2009, 2007)               |
| Serbia      | Gospodarz                                       | -                   | 2 (2009, 2007) | 2. miejsce (2007)                      |
| Holandia    | 2. miejsce w Mistrzostwach Europy 2009          | 4 października 2009 | 23 (2009, 2007, 2005, 2003, 2001, 1999, 1997, 1995, 1993, 1991, 1987, 1985, 1983, 1981, 1979, 1977, 1975, 1971, 1967, 1963, 1958, 1951, 1949)             | Mistrzostwo (1995)                     |
| Polska      | 3. miejsce w Mistrzostwach Europy 2009          | 4 października 2009 | 25 (2009, 2007, 2005, 2003, 2001, 1999, 1997, 1995, 1991, 1989, 1987, 1985, 1983, 1981, 1979, 1977, 1975, 1971, 1967, 1963, 1958, 1955, 1951, 1950, 1949) | Mistrzostwo (2005, 2003)               |
| Niemcy      | 4. miejsce w Mistrzostwach Europy 2009          | 4 października 2009 | 22 (2009, 2007, 2005, 2003, 2001, 1999, 1997, 1995, 1993, 1991, 1989, 1987, 1985, 1983, 1981, 1979, 1977, 1975, 1971, 1967, 1963, 1958)                   | 3. miejsce (2003, 1991)                |
| Turcja      | 5. miejsce w Mistrzostwach Europy 2009          | 4 października 2009 | 9 (2009, 2007, 2005, 2003, 1995, 1989, 1981, 1967, 1963)                                                                                                  | 2. miejsce (2003)                      |
| Rosja       | 6. miejsce w Mistrzostwach Europy 2009          | 4 października 2009 | 9 (2009, 2007, 2005, 2003, 2001, 1999, 1997, 1995, 1993)                                                                                                  | Mistrzostwo (2001, 1999, 1997, 1993)   |
| Azerbejdżan | zwycięstwo w grupie A turnieju kwalifikacyjnego | 30 maja 2010        | 3 (2009, 2007, 2005) | 4. miejsce (2005)                      |
| Czechy      | zwycięstwo w grupie B turnieju kwalifikacyjnego | 30 maja 2010        | 7 (2009, 2007, 2003, 2001, 1997, 1995, 1993) | 2. miejsce (1993)                      |
| Ukraina     | zwycięstwo w grupie C turnieju kwalifikacyjnego | 30 maja 2010        | 5 (2003, 2001, 1997, 1995, 1993) | 3. miejsce (1993)                      |
| Hiszpania   | zwycięstwo w grupie D turnieju kwalifikacyjnego | 30 maja 2010        | 3 (2009, 2007, 2005) | 9. miejsce (2009)                      |
| Rumunia     | zwycięstwo w grupie E turnieju kwalifikacyjnego | 30 maja 2010        | 22 (2005, 2003, 2001, 1999, 1997, 1993, 1991, 1989, 1987, 1985, 1983, 1981, 1979, 1977, 1975, 1971, 1967, 1963, 1958, 1955, 1950, 1949)                   | 3. miejsce (1963)                      |
| Bułgaria    | zwycięstwo w grupie F turnieju kwalifikacyjnego | 30 maja 2010        | 25 (2009, 2007, 2005, 2003, 2001, 1999, 1997, 1995, 1993, 1991, 1989, 1987, 1985, 1983, 1981, 1979, 1977, 1975, 1971, 1967, 1963, 1958, 1955, 1950, 1949) | Mistrzostwo (1981)                     |
| Chorwacja   | baraże                                          | 11 września 2010    | 8 (2009, 2007, 2005, 2001, 1999, 1997, 1995, 1993) | 3. miejsce (1999, 1997, 1995)          |
| Izrael      | baraże                                          | 11 września 2010    | 2 (1971, 1967) | 8. miejsce (1967)                      |
| Francja     | baraże                                          | 11 września 2010    | 13 (2009, 2007, 2001, 1991, 1989, 1987, 1985, 1983, 1979, 1971, 1958, 1951, 1949)                                                                         | 5. miejsce (1949)                      |

## Faza grupowa
awans do ćwierćfinałów
     baraże o ćwierćfinały

### Grupa A –Belgrad
Tabela
| Lp. | Drużyna | Pkt | Mecze | Mecze   | Mecze   | Sety | Sety | Sety  | Małe punkty | Małe punkty | Małe punkty |
| Lp. | Drużyna | Pkt | M     | W (3:2) | P (2:3) | wyg. | prz. | ratio | zdob.       | str.        | ratio       |
| --- | ------- | --- | ----- | ------- | ------- | ---- | ---- | ----- | ----------- | ----------- | ----------- |
| 1   | Niemcy  | 9   | 3     | 3 (0)   | 0 (0)   | 9    | 1    | 9.000 | 245         | 187         | 1.310       |
| 2   | Serbia  | 6   | 3     | 2 (0)   | 1 (0)   | 7    | 4    | 1.750 | 249         | 215         | 1.158       |
| 3   | Francja | 3   | 3     | 1 (0)   | 2 (0)   | 4    | 6    | 0.667 | 205         | 223         | 0.919       |
| 4   | Ukraina | 0   | 3     | 0 (0)   | 3 (0)   | 0    | 9    | 0.000 | 152         | 226         | 0.673       |

Źródło: cev.lu
Punktacja: 3:0 i 3:1 – 3 pkt; 3:2 – 2 pkt; 2:3 – 1 pkt; 1:3 i 0:3 – 0 pkt
Zasady ustalania kolejności: 1. liczba punktów; 2. liczba zwycięstw; 3. stosunek setów; 4. stosunek małych punktów
Wyniki
| Data  | Godzina | Drużyna 1 | Wynik | Drużyna 2 | Set 1 | Set 2 | Set 3 | Set 4 | Set 5 | Widzów | Raport |
| ----- | ------- | --------- | ----- | --------- | ----- | ----- | ----- | ----- | ----- | ------ | ------ |
| 24.09 | 17:00   | Niemcy    | 3:0   | Ukraina   | 25:17 | 25:15 | 25:17 |       |       | 400    |        |
| 24.09 | 20:00   | Francja   | 1:3   | Serbia    | 25:20 | 15:25 | 11:25 | 19:25 |       | 4200   |        |
| 25.09 | 17:00   | Francja   | 0:3   | Niemcy    | 18:25 | 23:25 | 18:25 |       |       | 300    |        |
| 25.09 | 20:00   | Serbia    | 3:0   | Ukraina   | 25:18 | 25:18 | 25:14 |       |       | 3400   |        |
| 26.09 | 17:00   | Ukraina   | 0:3   | Francja   | 24:26 | 14:25 | 15:25 |       |       | 250    |        |
| 26.09 | 20:00   | Serbia    | 1:3   | Niemcy    | 22:25 | 15:25 | 25:20 | 17:25 |       | 3900   |        |

### Grupa B –Monza

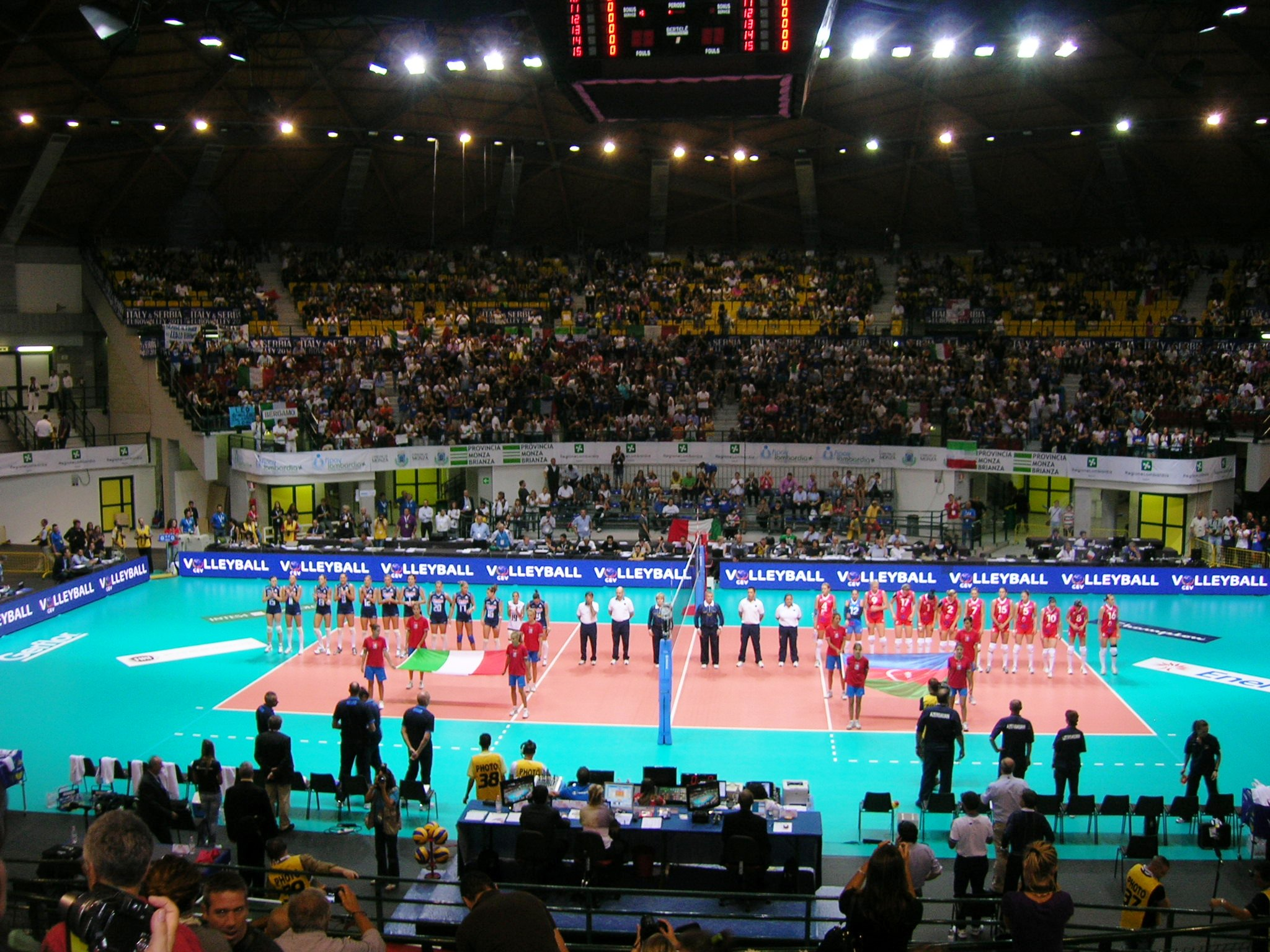
Mecz grupy A Włochy-Azerbejdżan na Mistrzostwach Europy 2011

Tabela
| Lp. | Drużyna     | Pkt | Mecze | Mecze   | Mecze   | Sety | Sety | Sety  | Małe punkty | Małe punkty | Małe punkty |
| Lp. | Drużyna     | Pkt | M     | W (3:2) | P (2:3) | wyg. | prz. | ratio | zdob.       | str.        | ratio       |
| --- | ----------- | --- | ----- | ------- | ------- | ---- | ---- | ----- | ----------- | ----------- | ----------- |
| 1   | Włochy      | 7   | 3     | 2 (0)   | 1 (1)   | 8    | 4    | 2.000 | 272         | 254         | 1.071       |
| 2   | Turcja      | 5   | 3     | 2 (1)   | 1 (0)   | 6    | 6    | 1.000 | 275         | 258         | 1.066       |
| 3   | Azerbejdżan | 3   | 3     | 1 (0)   | 2 (0)   | 5    | 7    | 0.714 | 262         | 283         | 0.926       |
| 4   | Chorwacja   | 3   | 3     | 1 (0)   | 2 (0)   | 4    | 6    | 0.667 | 222         | 236         | 0.941       |

Źródło: cev.lu
Punktacja: 3:0 i 3:1 – 3 pkt; 3:2 – 2 pkt; 2:3 – 1 pkt; 1:3 i 0:3 – 0 pkt
Zasady ustalania kolejności: 1. liczba punktów; 2. liczba zwycięstw; 3. stosunek setów; 4. stosunek małych punktów
Wyniki
| Data  | Godzina | Drużyna 1   | Wynik | Drużyna 2   | Set 1 | Set 2 | Set 3 | Set 4 | Set 5 | Widzów | Raport |
| ----- | ------- | ----------- | ----- | ----------- | ----- | ----- | ----- | ----- | ----- | ------ | ------ |
| 23.09 | 17:30   | Turcja      | 3:1   | Azerbejdżan | 23:25 | 25:17 | 25:19 | 25:21 |       | 800    |        |
| 23.09 | 20:30   | Chorwacja   | 0:3   | Włochy      | 19:25 | 20:25 | 19:25 |       |       | 3000   |        |
| 24.09 | 17:30   | Chorwacja   | 3:0   | Turcja      | 25:21 | 25:23 | 25:22 |       |       | 1600   |        |
| 24.09 | 20:30   | Włochy      | 3:1   | Azerbejdżan | 25:22 | 25:22 | 21:25 | 25:16 |       | 3900   |        |
| 25.09 | 17:30   | Azerbejdżan | 3:1   | Chorwacja   | 27:25 | 18:25 | 25:21 | 25:18 |       | 1800   |        |
| 25.09 | 20:30   | Włochy      | 2:3   | Turcja      | 25:21 | 26:28 | 16:25 | 25:22 | 9:15  | 4100   |        |

### Grupa C –Zrenjanin
Tabela
| Lp. | Drużyna | Pkt | Mecze | Mecze   | Mecze   | Sety | Sety | Sety  | Małe punkty | Małe punkty | Małe punkty |
| Lp. | Drużyna | Pkt | M     | W (3:2) | P (2:3) | wyg. | prz. | ratio | zdob.       | str.        | ratio       |
| --- | ------- | --- | ----- | ------- | ------- | ---- | ---- | ----- | ----------- | ----------- | ----------- |
| 1   | Polska  | 9   | 3     | 3 (0)   | 0 (0)   | 9    | 0    | MAX   | 230         | 176         | 1.307       |
| 2   | Czechy  | 6   | 3     | 2 (0)   | 1 (0)   | 6    | 3    | 2.000 | 220         | 185         | 1.189       |
| 3   | Rumunia | 3   | 3     | 1 (0)   | 2 (0)   | 3    | 6    | 0.500 | 202         | 210         | 0.962       |
| 4   | Izrael  | 0   | 3     | 0 (0)   | 3 (0)   | 0    | 9    | 0.000 | 144         | 225         | 0.640       |

Źródło: cev.lu
Punktacja: 3:0 i 3:1 – 3 pkt; 3:2 – 2 pkt; 2:3 – 1 pkt; 1:3 i 0:3 – 0 pkt
Zasady ustalania kolejności: 1. liczba punktów; 2. liczba zwycięstw; 3. stosunek setów; 4. stosunek małych punktów
Wyniki
| Data  | Godzina | Drużyna 1 | Wynik | Drużyna 2 | Set 1 | Set 2 | Set 3 | Set 4 | Set 5 | Widzów | Raport |
| ----- | ------- | --------- | ----- | --------- | ----- | ----- | ----- | ----- | ----- | ------ | ------ |
| 24.09 | 16:00   | Izrael    | 0:3   | Polska    | 23:25 | 7:25  | 15:25 |       |       | 600    |        |
| 24.09 | 19:00   | Rumunia   | 0:3   | Czechy    | 27:29 | 19:25 | 16:25 |       |       | 1000   |        |
| 25.09 | 16:00   | Polska    | 3:0   | Czechy    | 25:20 | 28:26 | 25:20 |       |       | 500    |        |
| 25.09 | 19:00   | Izrael    | 0:3   | Rumunia   | 17:25 | 23:25 | 14:25 |       |       | 650    |        |
| 26.09 | 16:00   | Czechy    | 3:0   | Izrael    | 25:11 | 25:18 | 25:16 |       |       | 450    |        |
| 26.09 | 19:00   | Polska    | 3:0   | Rumunia   | 27:25 | 25:18 | 25:22 |       |       | 800    |        |

### Grupa D –Busto Arsizio
Tabela
| Lp. | Drużyna   | Pkt | Mecze | Mecze   | Mecze   | Sety | Sety | Sety  | Małe punkty | Małe punkty | Małe punkty |
| Lp. | Drużyna   | Pkt | M     | W (3:2) | P (2:3) | wyg. | prz. | ratio | zdob.       | str.        | ratio       |
| --- | --------- | --- | ----- | ------- | ------- | ---- | ---- | ----- | ----------- | ----------- | ----------- |
| 1   | Rosja     | 9   | 3     | 3 (0)   | 0 (0)   | 9    | 2    | 4.500 | 277         | 242         | 1.145       |
| 2   | Holandia  | 6   | 3     | 2 (0)   | 1 (0)   | 7    | 3    | 2.333 | 237         | 209         | 1.134       |
| 3   | Hiszpania | 3   | 3     | 1 (0)   | 2 (0)   | 4    | 6    | 0.667 | 218         | 232         | 0.940       |
| 4   | Bułgaria  | 0   | 3     | 0 (0)   | 3 (0)   | 0    | 9    | 0.000 | 177         | 196         | 0.903       |

Źródło: cev.lu
Punktacja: 3:0 i 3:1 – 3 pkt; 3:2 – 2 pkt; 2:3 – 1 pkt; 1:3 i 0:3 – 0 pkt
Zasady ustalania kolejności: 1. liczba punktów; 2. liczba zwycięstw; 3. stosunek setów; 4. stosunek małych punktów
Wyniki
| Data  | Godzina | Drużyna 1 | Wynik | Drużyna 2 | Set 1 | Set 2 | Set 3 | Set 4 | Set 5 | Widzów | Raport |
| ----- | ------- | --------- | ----- | --------- | ----- | ----- | ----- | ----- | ----- | ------ | ------ |
| 23.09 | 17:30   | Holandia  | 3:0   | Hiszpania | 25:15 | 25:14 | 25:17 |       |       | 500    |        |
| 23.09 | 20:30   | Bułgaria  | 0:3   | Rosja     | 13:25 | 24:26 | 21:25 |       |       | 1400   |        |
| 24.09 | 17:30   | Bułgaria  | 0:3   | Holandia  | 23:25 | 17:25 | 23:25 |       |       | 1500   |        |
| 24.09 | 20:30   | Rosja     | 3:1   | Hiszpania | 32:30 | 19:25 | 25:20 | 25:22 |       | 1900   |        |
| 25.09 | 17:30   | Rosja     | 3:1   | Holandia  | 26:24 | 24:26 | 25:15 | 25:22 |       | 2400   |        |
| 25.09 | 20:30   | Hiszpania | 3:0   | Bułgaria  | 25:17 | 25:18 | 25:21 |       |       | 1950   |        |

## Faza pucharowa
|  |             |             |            |          |   |              |              |                   |                   |                   |           |           |           |  |  |       |       |       |
|  | 1/8 finału  | 1/8 finału  | 1/8 finału |          |   | Ćwierćfinały | Ćwierćfinały | Ćwierćfinały      |                   |                   | Półfinały | Półfinały | Półfinały |  |  | Finał | Finał | Finał |
|  | 1/8 finału  | 1/8 finału  | 1/8 finału |          |   | Ćwierćfinały | Ćwierćfinały | Ćwierćfinały      |                   |                   | Półfinały | Półfinały | Półfinały |  |  | Finał | Finał | Finał |
|  |             |             |            |          |   |              |              |                   |                   |                   |           |           |           |  |  |       |       |       |
|  |             |             |            |          |   |              |              |                   |                   |                   |           |           |           |  |  |       |       |       |
|  | Niemcy      |             |            |          |   |              |              |                   |                   |                   |           |           |           |  |  |       |       |       |
|  |             |             |            |          |   |              |              |                   |                   |                   |           |           |           |  |  |       |       |       |
|  |             |             |            |          |   |              |              |                   |                   |                   |           |           |           |  |  |       |       |       |
|  |             |             | Niemcy     | Niemcy   | 3 |              |              |                   |                   |                   |           |           |           |  |  |       |       |       |
|  |             |             |            | Niemcy   | 3 |              |              |                   |                   |                   |           |           |           |  |  |       |       |       |
|  |             |             | Czechy     | Czechy   | 0 |              |              |                   |                   |                   |           |           |           |  |  |       |       |       |
|  | Czechy      | Czechy      | Czechy     | Czechy   | 0 | 3            |              |                   |                   |                   |           |           |           |  |  |       |       |       |
|  | Czechy      | Czechy      |            |          |   |              |              |                   |                   |                   |           |           |           |  |  |       |       |       |
|  | Francja     | Francja     | 1          |          |   |              |              |                   |                   |                   |           |           |           |  |  |       |       |       |
|  | Francja     | Francja     | 1          |          |   | Niemcy       | Niemcy       | 3                 |                   |                   |           |           |           |  |  |       |       |       |
|  |             |             |            |          |   |              |              |                   |                   |                   |           |           |           |  |  |       |       |       |
|  |             |             | Włochy     | Włochy   | 0 |              |              |                   |                   |                   |           |           |           |  |  |       |       |       |
|  | Włochy      |             | Włochy     | Włochy   | 0 |              |              |                   |                   |                   |           |           |           |  |  |       |       |       |
|  |             |             |            |          |   |              |              |                   |                   |                   |           |           |           |  |  |       |       |       |
|  |             |             |            |          |   |              |              |                   |                   |                   |           |           |           |  |  |       |       |       |
|  |             |             | Włochy     | Włochy   | 3 |              |              |                   |                   |                   |           |           |           |  |  |       |       |       |
|  |             |             |            | Włochy   | 3 |              |              |                   |                   |                   |           |           |           |  |  |       |       |       |
|  |             |             | Holandia   | Holandia | 1 |              |              |                   |                   |                   |           |           |           |  |  |       |       |       |
|  | Holandia    | Holandia    | Holandia   | Holandia | 1 | 3            |              |                   |                   |                   |           |           |           |  |  |       |       |       |
|  | Holandia    | Holandia    |            |          |   |              |              |                   |                   |                   |           |           |           |  |  |       |       |       |
|  | Azerbejdżan | Azerbejdżan | 1          |          |   |              |              |                   |                   |                   |           |           |           |  |  |       |       |       |
|  | Azerbejdżan | Azerbejdżan | 1          |          |   | Niemcy       | Niemcy       | 2                 |                   |                   |           |           |           |  |  |       |       |       |
|  |             |             |            |          |   |              |              |                   |                   |                   |           |           |           |  |  |       |       |       |
|  |             |             | Serbia     | Serbia   | 3 |              |              |                   |                   |                   |           |           |           |  |  |       |       |       |
|  | Polska      |             | Serbia     | Serbia   | 3 |              |              |                   |                   |                   |           |           |           |  |  |       |       |       |
|  |             |             |            |          |   |              |              |                   |                   |                   |           |           |           |  |  |       |       |       |
|  |             |             |            |          |   |              |              |                   |                   |                   |           |           |           |  |  |       |       |       |
|  |             |             | Polska     | Polska   | 0 |              |              |                   |                   |                   |           |           |           |  |  |       |       |       |
|  |             |             |            | Polska   | 0 |              |              |                   |                   |                   |           |           |           |  |  |       |       |       |
|  |             |             | Serbia     | Serbia   | 3 |              |              |                   |                   |                   |           |           |           |  |  |       |       |       |
|  | Serbia      | Serbia      | Serbia     | Serbia   | 3 | 3            |              |                   |                   |                   |           |           |           |  |  |       |       |       |
|  | Serbia      | Serbia      |            |          |   |              |              |                   |                   |                   |           |           |           |  |  |       |       |       |
|  | Rumunia     | Rumunia     | 0          |          |   |              |              |                   |                   |                   |           |           |           |  |  |       |       |       |
|  | Rumunia     | Rumunia     | 0          |          |   | Serbia       | Serbia       | 3                 |                   |                   |           |           |           |  |  |       |       |       |
|  |             |             |            |          |   |              |              |                   |                   |                   |           |           |           |  |  |       |       |       |
|  |             |             | Turcja     | Turcja   | 2 |              |              | Mecz o 3. miejsce | Mecz o 3. miejsce | Mecz o 3. miejsce |           |           |           |  |  |       |       |       |
|  | Rosja       |             | Turcja     | Turcja   | 2 |              |              | Mecz o 3. miejsce | Mecz o 3. miejsce | Mecz o 3. miejsce |           |           |           |  |  |       |       |       |
|  |             |             |            |          |   |              |              |                   |                   |                   |           |           |           |  |  |       |       |       |
|  |             |             |            |          |   |              |              |                   |                   |                   |           |           |           |  |  |       |       |       |
|  |             |             | Rosja      | Rosja    | 0 | Włochy       | Włochy       | 2                 |                   |                   |           |           |           |  |  |       |       |       |
|  |             |             |            | Rosja    | 0 | Włochy       | Włochy       | 2                 |                   |                   |           |           |           |  |  |       |       |       |
|  |             |             | Turcja     | Turcja   | 3 |              |              | Turcja            | Turcja            | 3                 |           |           |           |  |  |       |       |       |
|  | Turcja      | Turcja      | Turcja     | Turcja   | 3 | 3            |              | Turcja            | Turcja            | 3                 |           |           |           |  |  |       |       |       |
|  | Turcja      | Turcja      |            |          |   |              |              |                   |                   |                   |           |           |           |  |  |       |       |       |
|  | Hiszpania   | Hiszpania   | 0          |          |   |              |              |                   |                   |                   |           |           |           |  |  |       |       |       |
|  | Hiszpania   | Hiszpania   | 0          |          |   |              |              |                   |                   |                   |           |           |           |  |  |       |       |       |

### Baraże
| Data  | Godzina | Miejsce | Drużyna 1 | Wynik | Drużyna 2   | Set 1 | Set 2 | Set 3 | Set 4 | Set 5 | Widzów | Raport |
| ----- | ------- | ------- | --------- | ----- | ----------- | ----- | ----- | ----- | ----- | ----- | ------ | ------ |
| 27.09 | 17:30   | Monza   | Turcja    | 3:0   | Hiszpania   | 25:19 | 25:17 | 25:21 |       |       | 350    |        |
| 27.09 | 20:30   | Monza   | Holandia  | 3:1   | Azerbejdżan | 23:25 | 27:25 | 25:16 | 25:17 |       | 420    |        |
| 28.09 | 17:00   | Belgrad | Serbia    | 3:0   | Rumunia     | 25:19 | 25:15 | 25:20 |       |       | 800    |        |
| 28.09 | 20:00   | Belgrad | Czechy    | 3:1   | Francja     | 25:21 | 23:25 | 25:14 | 25:14 |       | 200    |        |

### Ćwierćfinały
| Data  | Godzina | Miejsce | Drużyna 1 | Wynik | Drużyna 2 | Set 1 | Set 2 | Set 3 | Set 4 | Set 5 | Widzów | Raport |
| ----- | ------- | ------- | --------- | ----- | --------- | ----- | ----- | ----- | ----- | ----- | ------ | ------ |
| 28.09 | 17:30   | Monza   | Rosja     | 0:3   | Turcja    | 25:27 | 21:25 | 19:25 |       |       | 1100   |        |
| 28.09 | 20:30   | Monza   | Włochy    | 3:1   | Holandia  | 25:21 | 25:20 | 21:25 | 25:18 |       | 4500   |        |
| 29.09 | 17:00   | Belgrad | Niemcy    | 3:0   | Czechy    | 25:18 | 25:20 | 25:17 |       |       | 300    |        |
| 29.09 | 20:00   | Belgrad | Polska    | 0:3   | Serbia    | 14:25 | 20:25 | 24:26 |       |       | 3100   |        |

### Półfinały
| Data  | Godzina | Miejsce | Drużyna 1 | Wynik | Drużyna 2 | Set 1 | Set 2 | Set 3 | Set 4 | Set 5 | Widzów | Raport |
| ----- | ------- | ------- | --------- | ----- | --------- | ----- | ----- | ----- | ----- | ----- | ------ | ------ |
| 01.10 | 17:00   | Belgrad | Niemcy    | 3:0   | Włochy    | 25:22 | 25:22 | 25:17 |       |       | 1000   |        |
| 01.10 | 20:00   | Belgrad | Serbia    | 3:2   | Turcja    | 25:10 | 25:22 | 23:25 | 23:25 | 15:12 | 8500   |        |

### Mecz o 3. miejsce
| Data  | Godzina | Miejsce | Drużyna 1 | Wynik | Drużyna 2 | Set 1 | Set 2 | Set 3 | Set 4 | Set 5 | Widzów | Raport |
| ----- | ------- | ------- | --------- | ----- | --------- | ----- | ----- | ----- | ----- | ----- | ------ | ------ |
| 02.10 | 15:00   | Belgrad | Włochy    | 2:3   | Turcja    | 21:25 | 25:15 | 27:25 | 19:25 | 10:15 | 700    |        |

### Finał
| Data  | Godzina | Miejsce | Drużyna 1 | Wynik | Drużyna 2 | Set 1 | Set 2 | Set 3 | Set 4 | Set 5 | Widzów | Raport |
| ----- | ------- | ------- | --------- | ----- | --------- | ----- | ----- | ----- | ----- | ----- | ------ | ------ |
| 02.10 | 18:00   | Belgrad | Niemcy    | 2:3   | Serbia    | 25:16 | 20:25 | 25:19 | 20:25 | 9:15  | 9000   |        |

## Nagrody indywidualne
| MVP               | Najlepsza punktująca | Najlepsza blokująca | Najlepsza atakująca | Najlepsza przyjmująca | Najlepsza zagrywająca | Najlepsza rozgrywająca | Najlepsza libero |
| ----------------- | -------------------- | ------------------- | ------------------- | --------------------- | --------------------- | ---------------------- | ---------------- |
| Jovana Brakočević | Neslihan Darnel      | Christiane Fürst    | Margareta Kozuch    | Angelina Grün         | Bahar Toksoy          | Maja Ognjenović        | Suzana Ćebić     |

## Klasyfikacja końcowa
| Miejsce | Reprezentacja |
| ------- | ------------- |
| złoto   | Serbia        |
| srebro  | Niemcy        |
| brąz    | Turcja        |
| 4.      | Włochy        |
| 5.      | Polska        |
| 6.      | Rosja         |
| 7.      | Holandia      |
| 8.      | Czechy        |
| 9.      | Rumunia       |
| 10.     | Francja       |
| 11.     | Hiszpania     |
| 12.     | Azerbejdżan   |
| 13.     | Chorwacja     |
| 14.     | Bułgaria      |
| 15.     | Ukraina       |
| 16.     | Izrael        |